# Polinezja Francuska na Mistrzostwach Świata w Lekkoatletyce 2011
Polinezja Francuska na Mistrzostwach Świata w Lekkoatletyce 2011 reprezentowana była przez jednego zawodnika.

## Występy reprezentantów Polinezji Francuskiej

### Mężczyźni

#### Konkurencje biegowe
| Bieg na 1500 m | Charles Delys | 3:51,36 (SB) | 33 |  |  |  |  |  |  |